# Die Familienunternehmer
Die Familienunternehmer e. V., ehemals Arbeitsgemeinschaft Selbständiger Unternehmer e. V. (ASU), mit Sitz in Berlin, ist eine Lobbyorganisation in Deutschland.
Die Organisation setzt sich gegen Flächentarifverträge, die Besteuerung von Erbschaften und Vermögen und für die Abschwächung klimapolitischer Maßnahmen, mit Ausnahme des Emissionshandels, in Deutschland und auf europäischer Ebene ein.

## Geschichte
Am 30. September 1949 gründete sich in Wiesbaden die Arbeitsgemeinschaft Selbständiger Unternehmer, (ASU), welche erstens die Interessen ihrer Mitglieder vertreten sollte und zweitens die „gesellschaftspolitische Situation des selbständigen Unternehmers in der Öffentlichkeit deutlich“ machen sollte. Anders als in den existierenden Wirtschaftsverbänden wurden somit neben ökonomischen auch gesellschaftspolitische Ziele verfolgt.
Gemeinsam mit dem damaligen Bundeswirtschaftsminister Ludwig Erhard setzte die ASU im Jahr 1958 das Gesetz gegen Wettbewerbsbeschränkungen (GWB) durch.
Von 1990 bis 2010 leitete Gerd Habermann das Unternehmerinstitut der ASU. Er war Mitgründer der Friedrich A. von Hayek-Gesellschaft und ist dort neben u. a. Thomas Benz und Marie-Christine Ostermann aktiv.
Im Mai 2007 erfolgte die Umbenennung in Die Familienunternehmer – ASU. Seit September 2016 führt der Verband den Namen Die Familienunternehmer ohne den Zusatz ASU.
Seit 2012 verleihen die Familienunternehmer den Bayerischen Familienunternehmerpreis in den Kategorien Nachhaltigkeit, soziales Engagement und Innovation.
Präsidentin des Verbandes ist seit 2023 Marie-Christine Ostermann, die damit auf Reinhold von Eben-Worlée folgte. Im Beirat der Organisation sitzen neben Unternehmern auch Frank Schäffler und Ulrike Ackermann.

## Mitglieder und Organisationsstruktur
Laut eigenen Angaben hat die Organisation der deutschen „Familienunternehmen“ rund 6500 Mitglieder, und vertritt somit rund 0,2 Prozent der rund drei Millionen Familienunternehmen in Deutschland. Die Organisation nimmt für sich in Anspruch 180.000 Unternehmen „alle[r] Branchen und Unternehmensgrößen“ zu repräsentieren.
Als Familienunternehmen definiert der Verein laut Satzung Unternehmen, in deren Eigentümerstrukturen mindestens 25 Prozent miteinander verwandte Personen zu finden sind, welche auch Einfluss auf die Geschäftsführung ausüben. Voraussetzungen der Mitgliedschaft sind die Vollendung des 40. Lebensjahrs, dass im Unternehmen mindestens zehn Mitarbeiter beschäftigt und mindestens Umsätze von einer Million Euro erzielt werden sowie die Eintragung im Handelsregister oder in der Handwerksrolle.
Zum Verband gehören unter anderem BMW, Merck, die Oetker-Gruppe, Kärcher, AXA, Bahlsen, Bauerfeind, Brose, Claas, Conrad, die Deutsche Vermögensberatung, Dräger, Festo, Fischerwerke, Haribo, Kienbaum Consultants, Melitta, MERICS, Miele, Schaeffler, Schöffel, Team Neusta, Tengelmann, Thalia, Trumpf, Viessmann, Villeroy & Boch, Vitakraft, Vorwerk, W. Bertelsmann und die Westfalen AG.
Bis 2001 war das Unternehmermagazin das Verbandsorgan. Heute gibt der Verband das Magazin Wir Familienunternehmer heraus.
Der Verband ist in derzeit 47 Regionalkreise und in 16 Landesbereiche gegliedert. Der Verband ist Mitglied in der europäischen Dachorganisation European Family Businesses (EFB).
Der Verein ist gemäß Lobbyregistergesetz im Lobbyregister registriert.

### Die Jungen Unternehmer
Die jungen Unternehmer (ehemals Bundesverband Junger Unternehmer der ASU) wurden 1950 gegründet und bilden den nicht rechtsfähigen Tochterverband, dem alle Mitglieder bis zur Vollendung des 40. Lebensjahres angehören. Im November 2023 wurde der Unternehmer Thomas Hoppe zum Bundesvorsitzenden der Jungen Unternehmer gewählt. Zuvor waren die aktuelle Vorsitzende von Die Familienunternehmer, Marie-Christine Ostermann (2009 bis 2012), und Sarna Röser (2018 bis 2023) Bundesvorsitzende.

## Positionen
Die politische Ausrichtung steht nach eigenen Angaben unter dem Motto „Freiheit, Eigentum, Wettbewerb und Verantwortung“.

### Arbeits- und Sozialpolitik
In den 1990er Jahren gehörte die Arbeitsgemeinschaft Selbständiger Unternehmer (ASU) „zu einer ‚radikalen Speerspitze‘ im Kampf gegen die flächentarifliche Struktur des deutschen Modells“ und es gelang ihr gemeinsam mit anderen Organisationen „den Ton in der öffentlichen Kontroverse maßgeblich zu bestimmen und damit den Druck auf Gewerkschaften, Arbeitgeberverbände, und den Flächentarifvertrag zu erhöhen“.
Die ASU trat für den Abbau des Sozialstaats ein. 1997 sagte der damalige Präsident der ASU, Thomas Benz, anlässlich des 100. Geburtstag von Ludwig Erhard, dass „der Sozialismus des Versorgungsstaates á la CDU/SPD“ den Bürger entmündige. Die sozialen Sicherungssysteme sollten nach Ansicht der ASU privatisiert werden, die Absicherung sei wieder vom Arbeitsvertrag zu trennen und soweit möglich in die Märkte einzugliedern – ein falsches System sei mit Reparaturen nicht zu retten. Um diese Argumentation zu stützen, wurde eine Studie beauftragt.
In Zusammenarbeit mit dem Zentrum für Europäische Wirtschaftsforschung legte der Verband im Juni 2014 ein Gutachten vor, das „vor den Folgen des Mindestlohns für ältere Beschäftigte“ warnte. Eine Kernforderung an die Sozialpolitik war die Erhöhung des Renteneintrittsalters.

### Energie- und Klimapolitik
2007 setzte sich die ASU für ein Ende der Ökosteuer in Deutschland ein.
Der Verband spricht sich gegen jedes Instrument zur Senkung des CO₂-Ausstoß – abgesehen vom europäischen Emissionshandel – aus. Häufig wird auf das politische Schlagwort eine Maßnahme gehöre zur „Planwirtschaft“ zurückgegriffen. Im Zusammenhang mit Investitionszuschüssen für den Einsatz CO₂-armer Technologien sprach der Präsident von Worlée von „planwirtschaftliche[r] Klientelpolitik à la UdSSR“.
2018 zeichnete die Organisation Justus Haucap mit dem „ordnungspolitischen Preis“ aus. Dieser hatte im Auftrag der Lobbyorganisation Initiative Neue Soziale Marktwirtschaft eine Studie zu den „Kosten der Energiewende“ verfasst und diese auf 500 Milliarden Euro bis zum Jahr 2025 beziffert. Die Nutzen der Energiewende wurden in der Studie nicht thematisiert, und keine Kosten-Nutzen-Analyse vorgenommen. Die Studie wurde weithin medial rezipiert. Die Weltwoche zitierte Haucap mit den Worten „Die Energiewende ist ein teurer Sonderweg“. Haucap selbst verfasste einen Artikel zu seiner Studie unter der Überschrift „Deutschlands teurer Energie-Irrweg“ für die Frankfurter Allgemeine Zeitung.
Eine Studie im Auftrag des Verbands von Manuel Frondel aus dem Jahr 2021 wandte sich gegen ein Sofortprogramm für mehr Klimaschutz nach der Bundestagswahl. Dies würde hohe Kosten verursachen. Obschon keine genauen Belastungen beziffert wurden, wurde insbesondere die Förderung von zwei Millionen Wärmepumpen bis 2025 auf der Pressekonferenz anlässlich der Veröffentlichung der Studie mit bis zu 60 Milliarden Euro angegeben und abgelehnt. Ein beschleunigter Ausbau der erneuerbaren Stromerzeugungskapazitäten wurde mit Begründung des ungenügenden Netzausbaus und der Kosten abgelehnt. Eine Zielmarke von zwei Prozent für Windkraftanlagen an Land und verpflichtende PV-Anlagen auf Dächern bei Neubauten wurden abgelehnt. Ein Vorziehen des Zieljahrs 2038 für den Kohleausstieg wurde abgelehnt bzw. der Ausstieg sollte dem Markt überlassen werden. Ebenfalls abgelehnt wurde ein nationaler Mindestpreis für europäische CO2-Zertifikate und eine Erhöhung des nationalen CO2-Preises. Eine Reform der EU-Flottengrenzwerte für Pkw-Neuzulassungen wurde als ineffizient kritisiert. Gelobt wurde das Vorhaben einer transatlantische Klimapartnerschaft zwischen der EU und den USA. Wünschenswert sei, noch mehr Länder miteinzubeziehen.
Der Klimabeschluss des deutschen Bundesverfassungsgerichts vom 24. März 2021 wird in Protokollen von Mitgliederversammlungen des Verbands als Gefahr benannt.
Mit Blick auf die EU sprach von Eben-Worlée von einem „Klimaschutz-Imperialismus“. Europa würde Gefahr laufen sich „mit seinen klimapolitischen Alleingängen“ zu isolieren und den Unternehmen zu schaden.
Bei dem Parteitag 2022 in Bonn von Bündnis 90/Die Grünen organisierte der Verband eine Demonstration unter dem Motto „Grüne wacht auf! Die Energiekrise zerstört den Mittelstand“. Der Verband forderte „die Eckdaten der Energiewende neu“ zu denken und sprach sich für die Nutzung von Kernkraft und fossiler Energie während der Energiekrise aus.

### Europäische Ebene
Permanente Transferzahlungen und eine Vergemeinschaftung der Staatsschulden auf europäischer Ebene lehnt der Verband ab.

### Steuerpolitik
Der Verband kritisiert 2014 Pläne, Begünstigungen für familiengeführte Betriebe bei der Erbschaftssteuer abzuschaffen.
Der Verband sieht politische Forderungen zur Wiedereinführung einer Vermögensteuer kritisch. Gegen die von den Grünen im Bundestagswahlkampf 2013 erhobene Forderung nach Einführung einer Vermögensteuer organisierte der Hauptgeschäftsführer des Verbands der Familienunternehmen eine Kampagne, deren Adressaten u. a. alle Direktkandidaten in den Wahlkreisen waren. Nachdem 2019 die SPD Eckpunkte einer Vermögensteuer beschloss, engagierte sich laut dem Manager Magazin der Hauptgeschäftsführer des Verbands der Familienunternehmer, der in dem Bericht als „Cheflobbyist der Reichen“ bezeichnet wurde, mit dem Verband gegen die Vermögensteuer. Auch im Bundestagswahlkampf 2021 setzte sich der Verband gegen eine Besteuerung von Betriebsvermögen ein. Diese verhindere, dass Unternehmen in Digitalisierung oder Klimaschutz investieren könnten und schwäche ihre Krisenresistenz.
Als Reaktion eines Beitrags des ZDFs, der die Vermögensungleichheit in Deutschland und insbesondere verschiedene Möglichkeiten der Steuervermeidung für Vermögende kritisch hinterfragte, sprach sich die Lobbyorganisation 2024 für die Steuervermeidung aus. Konstrukte wie das gezielte Kombinieren von Beteiligungsgesellschaften zur Verringerung der Besteuerung seien wichtig, um Investitionen zu ermöglichen und Arbeitsplätze zu sichern.

### Transparenz
Der Verband setzte sich 2017 gegen ein Transparenzregister ein. So sollten nach Meinung des Verbands weder Journalisten noch Nichtregierungsorganisationen Zugang zu dem Register bekommen.

## Einflussnahme auf Wahlen

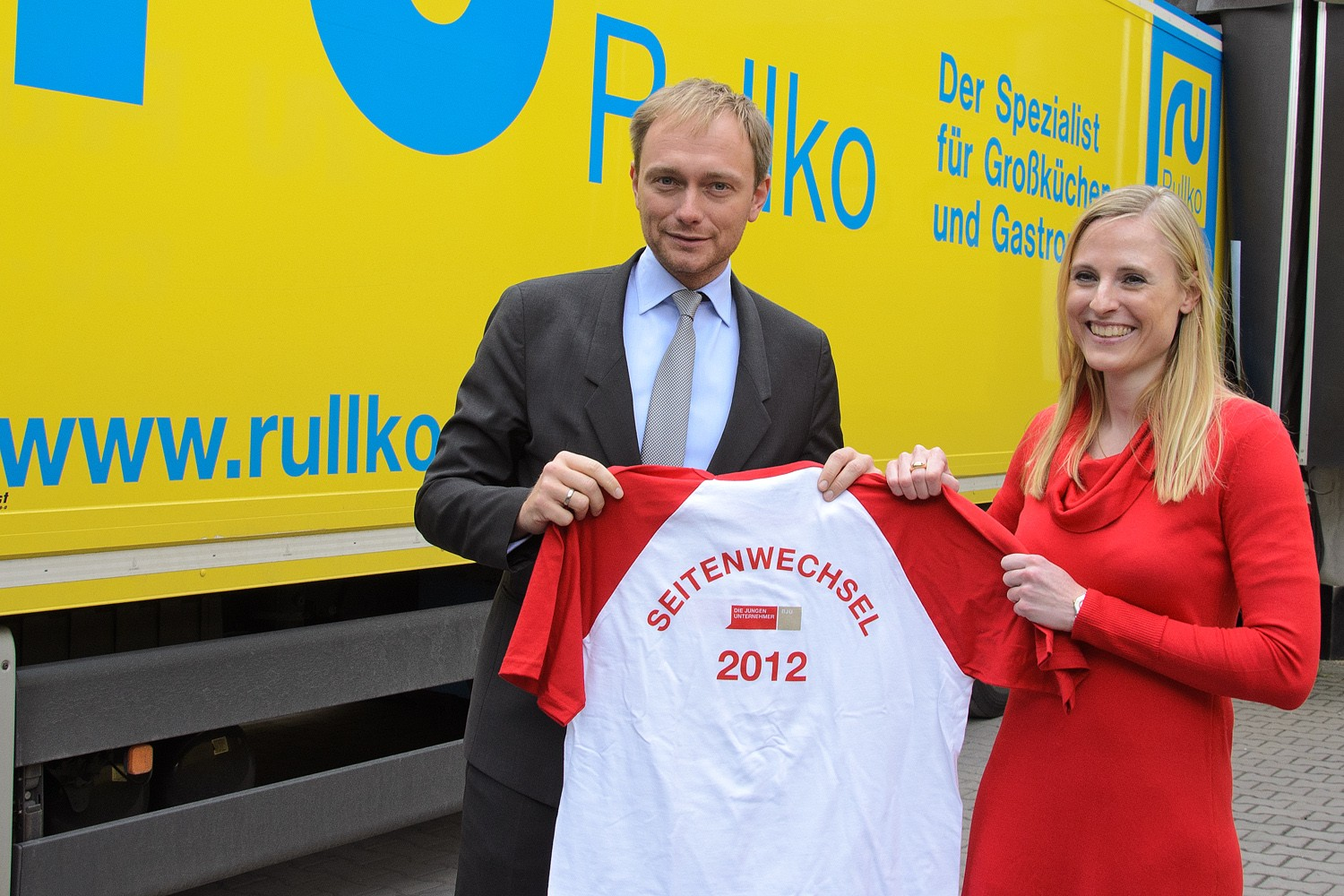
Christian Lindner und Marie-Christine Ostermann, damalige Vorsitzende der jungen Unternehmer (2012), heutige Vorsitzende von Die Familienunternehmer

Der Verband versucht aktiv die politischen Verhältnisse in Deutschland zu beeinflussen.
Die Organisation steht seit 2014 hinter der Lobbygruppe Wirtschaftsforum der FDP, welche dazu dient Unternehmer für die FDP auf Veranstaltungen werben zu lassen, Spender für die Partei zu akquirieren und Inhalte der Unternehmer in der FDP zu verankern.
Der Verband unterstützte die AfD, als der Ökonom Bernd Lucke ihr Vorsitzender war. Im März 2016 – und damit unmittelbar vor den anstehenden Landtagswahlen in Baden-Württemberg, in Rheinland-Pfalz und in Sachsen-Anhalt – warnte er dann vor Stimmen für die nunmehr als rechtspopulistisch geltende Partei AfD. Präsident Goebel begründete folgendermaßen: Sie „missbraucht die Ängste vieler Menschen, um [...] das Wertegerüst unserer Gesellschaft der Erosion preiszugeben. Da wollen wir [...] nicht einfach zuschauen.“
Als die SPD Eckpunkte einer Vermögensteuer beschloss, engagierte sich laut dem Manager Magazin der Hauptgeschäftsführer des Verbands der Familienunternehmer, der in dem Bericht als „Cheflobbyist der Reichen“ bezeichnet wurde, mit dem Verband gegen die Vermögensteuer. So gab es im Wahlkampf zur Bundestagswahl 2021 eine Kampagne gegen ein Bündnis von SPD, Grünen und Linken. Der Verband kündigte an, dass Unternehmen für den Fall einer Bildung dieser Koalition in Deutschland weniger investieren würden.

## Rezeption
Der Wirtschaftsjournalist Thomas Fricke beschrieb den Verband 2021 als Vertreter „alt-marktliberaler Glaubenssätze“ und sah ihn auf einer Linie mit der Lobbyorganisation Initiative Neue Soziale Marktwirtschaft. Der Verband kämpfe seit Jahren gegen Vermögensteuern, gegen höhere Erbschaftsteuern, für sinkende Steuern für Reiche und Unternehmen, gegen den Mindestlohn, gegen ein Aus für Verbrenner-Motoren, für die Beschäftigung mit Zeit- oder Werkverträgen, gegen das Lieferkettengesetz, gegen Geld-Transfers für andere EU-Länder, gegen Umverteilung (nach unten), gegen Rettungsschirme der Europäischen Zentralbank in Krisenzeiten und gegen gemeinschaftliche Finanzierung großer Projekte und Reformen in der EU. Viele Ökonomen würden inzwischen ganz andere Politikansätze empfehlen, in der Wirtschaft begrüßten inzwischen mehr als 40 Prozent der Wirtschaftslenker „den Beginn eines längst überfälligen Umbaus der deutschen Industrielandschaft“. Nur 20 Prozent seien anderer Meinung.
Annika Joeres und Tania Röttger schrieben 2023 in Die Zeit, dass der Verband ein Zusammenschluss „relativ weniger, dafür aber umso mächtigerer Großunternehmer“ sei. Die Organisation bestehe aus Vertretern der deutschen Eliten, „von denen viele Adelstitel tragen und mithilfe von viel Geld und aggressiven Kampagnen Neuerungen blockieren, die viele als ökologischen oder sozialen Fortschritt empfinden“. Im strategischen Beirat des Verbands säßen Personen, die die Klimakrise verharmlosen. Frank Schäffler von der FDP, der sich einmal selbst als „Klimaskeptiker“ bezeichnete, habe zur Finanzierung seines Prometheus-Freiheitsinstituts gesagt, dies werde „von ein paar Familienunternehmen finanziert“.
Der Journalist Christian Stöcker verglich 2024 das Vorgehen der Lobbyorganisation mit dem des Milliardärs Charles G. Koch in den USA. Ähnlich wie dieser würden die Familienunternehmer „erbittert jede Form der Klimaregulierung“ bekämpfen. Dabei würden sie verstärkte auf den Kampfbegriff der „Planwirtschaft“ zurückgreifen.